# Pointe Fillon
Pour les articles homonymes, voir Fillon (homonymie).
La pointe Fillon est un cap de la Guadeloupe situé en Basse-Terre sur la commune de Pointe-Noire.

## Géographie
La pointe Fillon est située entre la pointe à l'Aiguille, ce qui forme l'anse Fillon et la pointe Mahaut, ce qui forme l'anse Mahaut.

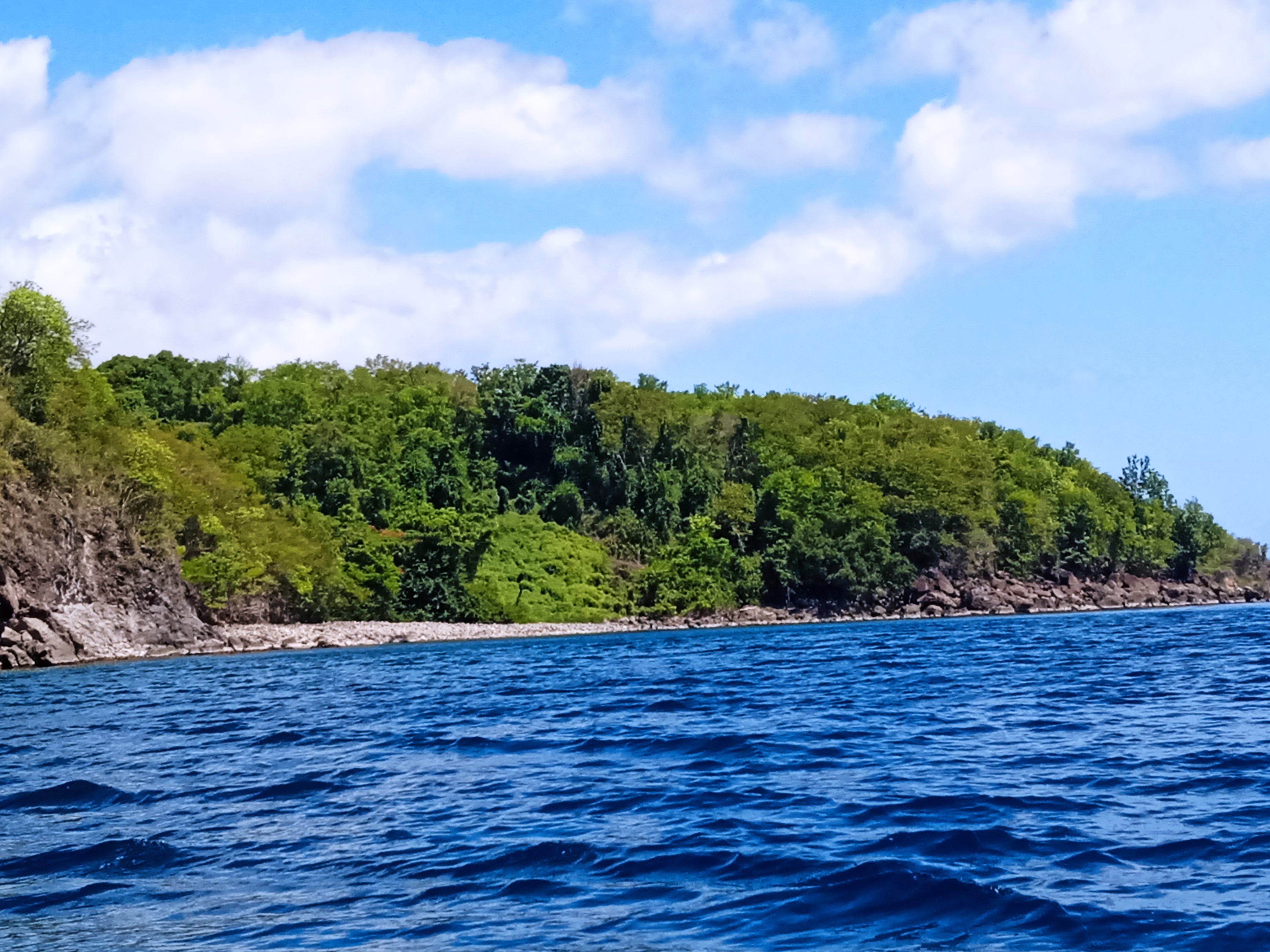
Anse Fillon.
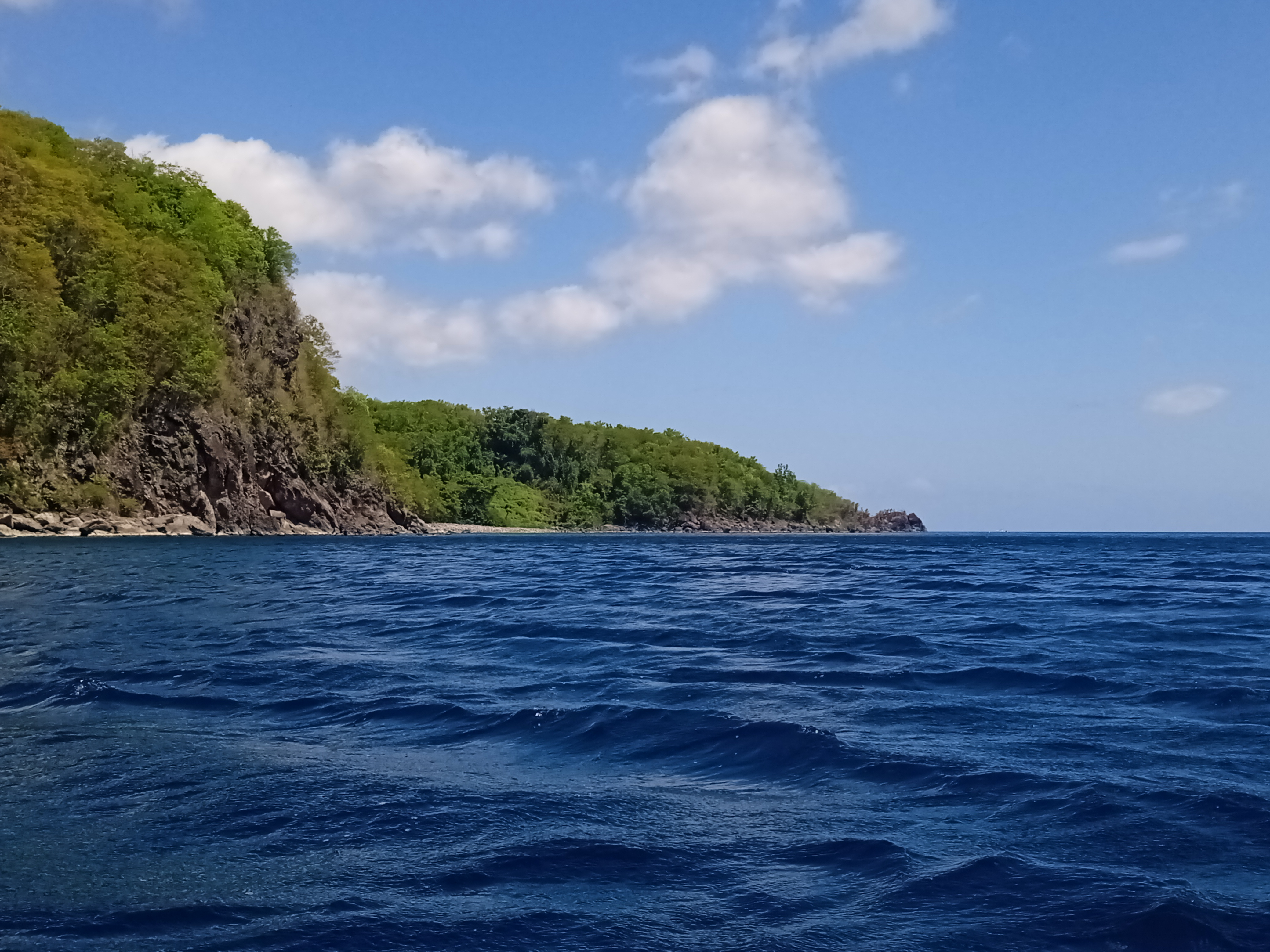
Pointe Fillon.

## Histoire
Sur la pointe Fillon est construit en 1954 un hôpital anti-hansénien par Gérard-Michel Corbin. L'hôpital est inauguré en février 1958. Il prend le nom de Louis Daniel Beauperthuy en 1975.